# 小行星4594
小行星4594（4594 Dashkova）是一颗绕太阳运转的小行星，为主小行星带小行星。该小行星于1980年5月17日发现。

## 轨道参数
小行星4594的轨道半长轴为2.1934345 UA，离心率为0.142。